# Reprezentacja Niemieckiej Republiki Demokratycznej w piłce wodnej mężczyzn
Reprezentacja Niemieckiej Republiki Demokratycznej w piłce wodnej mężczyzn – zespół, biorący udział w imieniu Niemieckiej Republiki Demokratycznej w meczach i sportowych imprezach międzynarodowych w piłce wodnej, powoływany przez selekcjonera, w którym mogą występować wyłącznie zawodnicy posiadający obywatelstwo NRD. Za jej funkcjonowanie odpowiedzialny był Związek Piłki Wodnej NRD (DDR-SVB), który był członkiem Międzynarodowej Federacji Pływackiej. Zespół rozegrał swoje ostatnie mecze w 1989 roku, a w październiku 1989 NRD została połączona z Niemcami Zachodnimi. W latach 1956–1964 na Igrzyskach Olimpijskich w Barcelonie w 1992 roku występowała reprezentacja, zwana Wspólną reprezentacją.

## Historia
W 1958 reprezentacja Niemieckiej Republiki Demokratycznej rozegrała swój pierwszy oficjalny mecz na Mistrzostwach Europy.

## Udział w turniejach międzynarodowych

### Igrzyska olimpijskie
Reprezentacja NRD jeden raz występowała na Igrzyskach Olimpijskich. Najwyższe osiągnięcie to 6. miejsce w 1968 roku.

### Mistrzostwa świata
Dotychczas reprezentacji NRD żadnego razu nie udało się awansować do finałów MŚ.

### Puchar świata
NRD żadnego razu nie uczestniczyła w finałach Pucharu świata.

### Mistrzostwa Europy
Drużynie NRD 3 razy udało się zakwalifikować do finałów ME. W 1966 została wicemistrzem kontynentu.